# Església dels Jacobins de Tolosa
L'església dels Jacobins de Tolosa és un dels exemples més importants de l'arquitectura religiosa llenguadociana del segle xiv. Forma part del convent durant molt de temps administrat per l'ordre dels Jacobins.
L'església ha estat construïda en diverses etapes. Les primeres obres començaren l'any 1230 i acabaren al segle xiv. S'edificà l'àmplia església, el claustre amb columnes bessones, la capella de Sant Antoni, el refectori i el campanar de 45 m d'altura.
Des de 1369, s'hi veneren les relíquies de Sant Tomàs d'Aquino.

## Nom
El nom de jacobins és el sobrenom que es va donar a l'orde dominic a l'edat mitjana a França. El seu primer convent a París es va ubicar al carrer de Saint-Jacques, (en llatí Jacobus), i aquest nom es va adjuntar a la mateixa orde.
Al conjunt d'edificis dels Jacobins de Tolosa se l'anomena convent, tot i que actualment aquest terme sol referir-se a una comunitat de dones. Històricament el terme convent s'aplicava a comunitats d'ordes mendicants per diferenciar-les dels monestirs monàstics.

## Història
Al Llenguadoc de principis del segle xiii hi creixia el catarisme, que l'Església catòlica considerava una heretgia. L'any 1215, el futur sant Domènec va fundar a Tolosa una petita comunitat de predicadors monàstics per combatre l'heretgia, i a partir del 1230 els frares van començar la construcció d'una petita església on predicar.

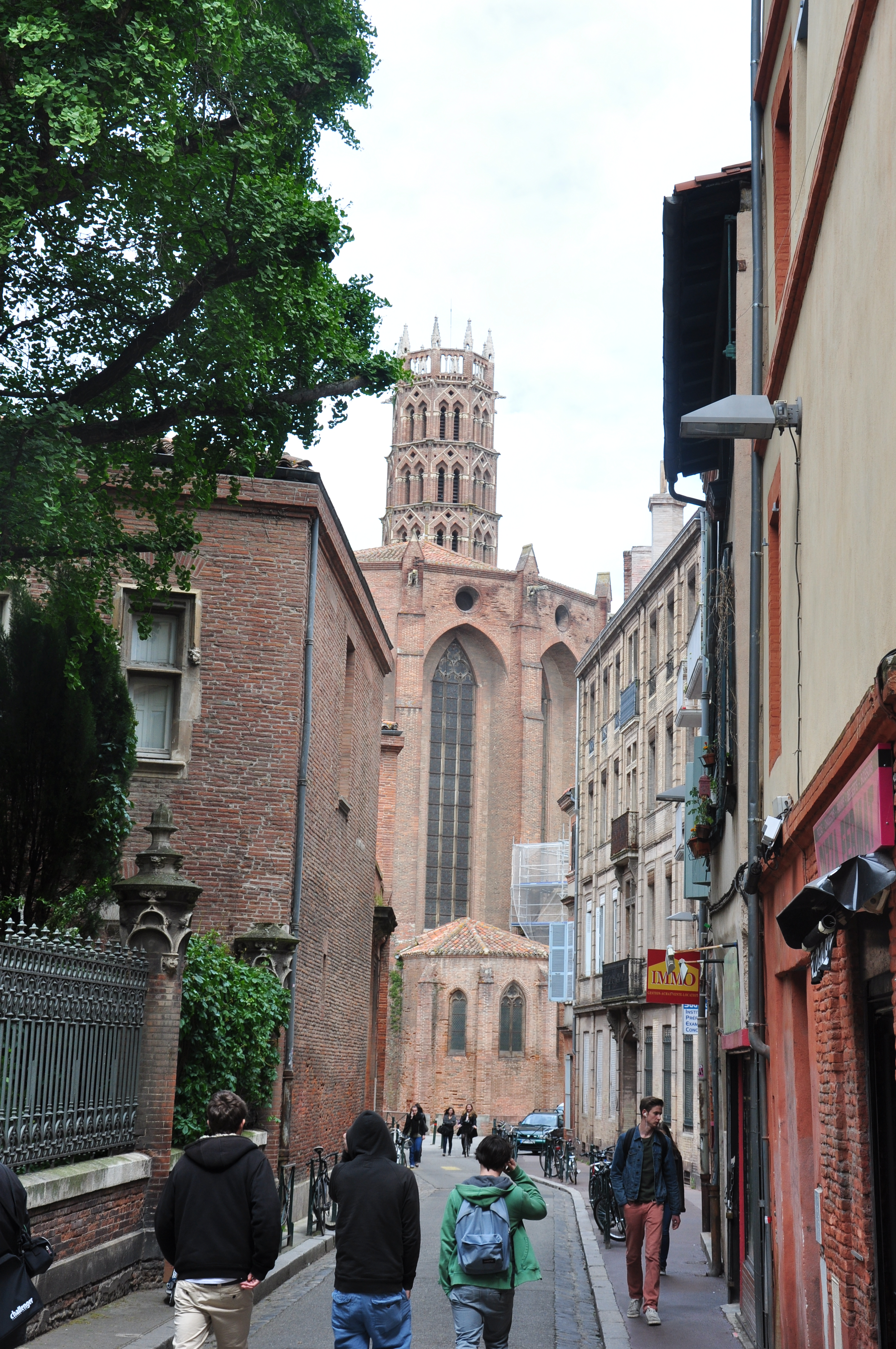
Els Jacobins de Tolosa des del carrer Josèp Lakanal.

El convent es va construir en quatre etapes en uns terrenys adquirits l'any 1229 a la part nord de l'antiga muralla romana, amb diners donats per un adinerat capítol, Ponç de Capdenièr.
La primera campanya d'edificació es va iniciar l'any 1230 i va consistir a construir una església de planta rectangular, amb murs de maó, amb un absis pla i coberta amb un bastiment. La nau dels jacobins ja estava dividida en aquest moment en dues parts per una línia de cinc pilars de base quadrada. Així, la part nord estava destinada a religiosos mentre que la part sud estava destinada als laics que assistien als oficis.
La segona campanya d'ampliació va durar del 1245 al 1252 i va permetre allargar l'església cap a llevant, on s'hi va disposar un nou cor amb capelles funeràries.

La tercera campanya (principalment del 1275 al 1292, i fins al 1315 marginalment) va ser especialment important, ja que es va dotar l'església d'un absis les voltes de creueria gòtiques les quals, culminades a 28 metres d'alçada, es recolzen en tres columnes aixecades en l'eix est-oest dels pilars ja existents. Sortint de la part superior de la columna oriental, 22 costelles van conformar una gegantina palmera mineral amb branques geomètriques. Una proesa arquitectònica única, malgrat la història no ha conservat el nom del seu arquitecte. 

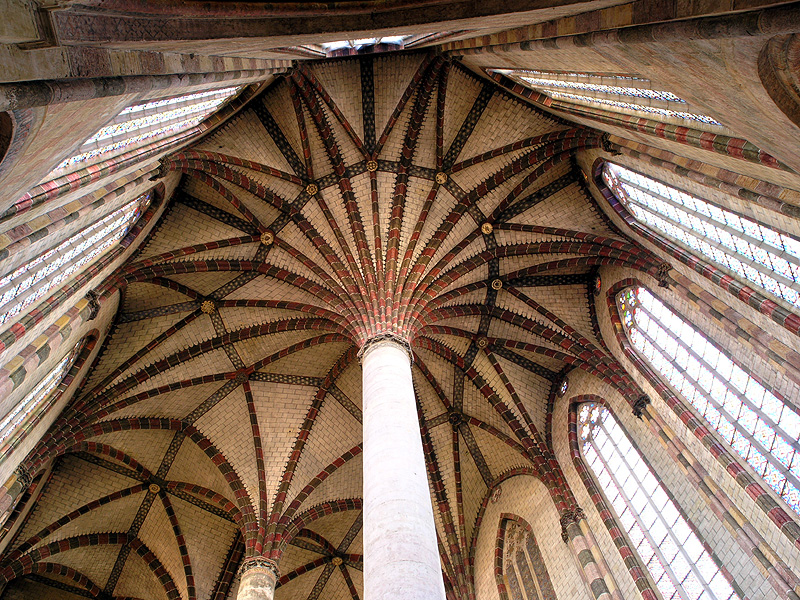
Església dels Jacobins. Imatge de la columna en forma de palmera.

El 2 de febrer de 1292, una missa inaugural celebrada per Bertran de Montaigu, abat de Moissac, va marcar simbòlicament el final de l'obra. El campanar es va acabar l'any 1298 i acull la campana de la Universitat; la seva torre de 45 metres d'alçada suportava llavors una cuculla de planta octogonal que va ser destruïda durant la Revolució.
La darrera campanya de construcció data del segle XIV i ajuda a eliminar el contrast entre la palmera de l'absis i la nau emmarcada. La doble nau va ser reconstruïda a l'exemple de l'absis gràcies al finançament del cardenal Guillem Pere Godin.

Des de l'any 1369 s'hi veneren les relíquies de Sant Tomàs d'Aquino atribuïdes pel papa Urbà V. El 1385, l'església va ser finalment acabada i consagrada amb el nom d'Església de Sant Tomàs d'Aquino. L'any 1791, quan els dominics van haver de marxar, les restes del sant van ser traslladades a Sant Serni; van tornar al seu lloc original l'any 1974, amb motiu del setè centenari de la mort del sant.

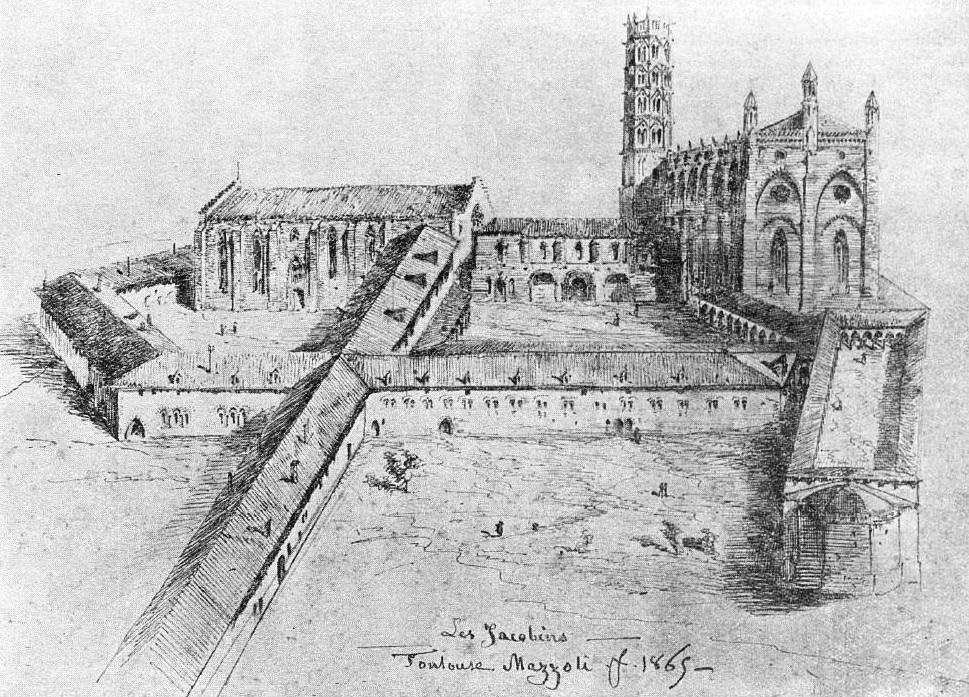
Els Jacobins el 1865.

El convent dels Jacobins, abandonat pels dominics quan la seva ordre va ser prohibida durant la Revolució Francesa, va ser confiscat com a propietat nacional i utilitzat com a caserna i com a dipòsit.
Una part va ser assignada a la ciutat de Tolosa el 1810, però l'altra va continuar acollint un exèrcit de cavalls, i més de 5.000 metres cúbics de terra per aixecar el terreny. Les capelles laterals es van malmetre lleugerament per ampliar el local. L'església va esdevenir una gran estable i la capella de Sant Antoní es va convertir en una infermeria veterinària. Finalment, tres quartes parts del claustre va ser enderrocat per millorar el pas dels cavalls. L'any 1865, el monument va ser intercanviat amb la ciutat de Tolosa per terrenys on es van construir barraques i l'exèrcit va abandonar el lloc. Va ser l'institut Pierre-de-Fermat el que va recuperar els edificis.

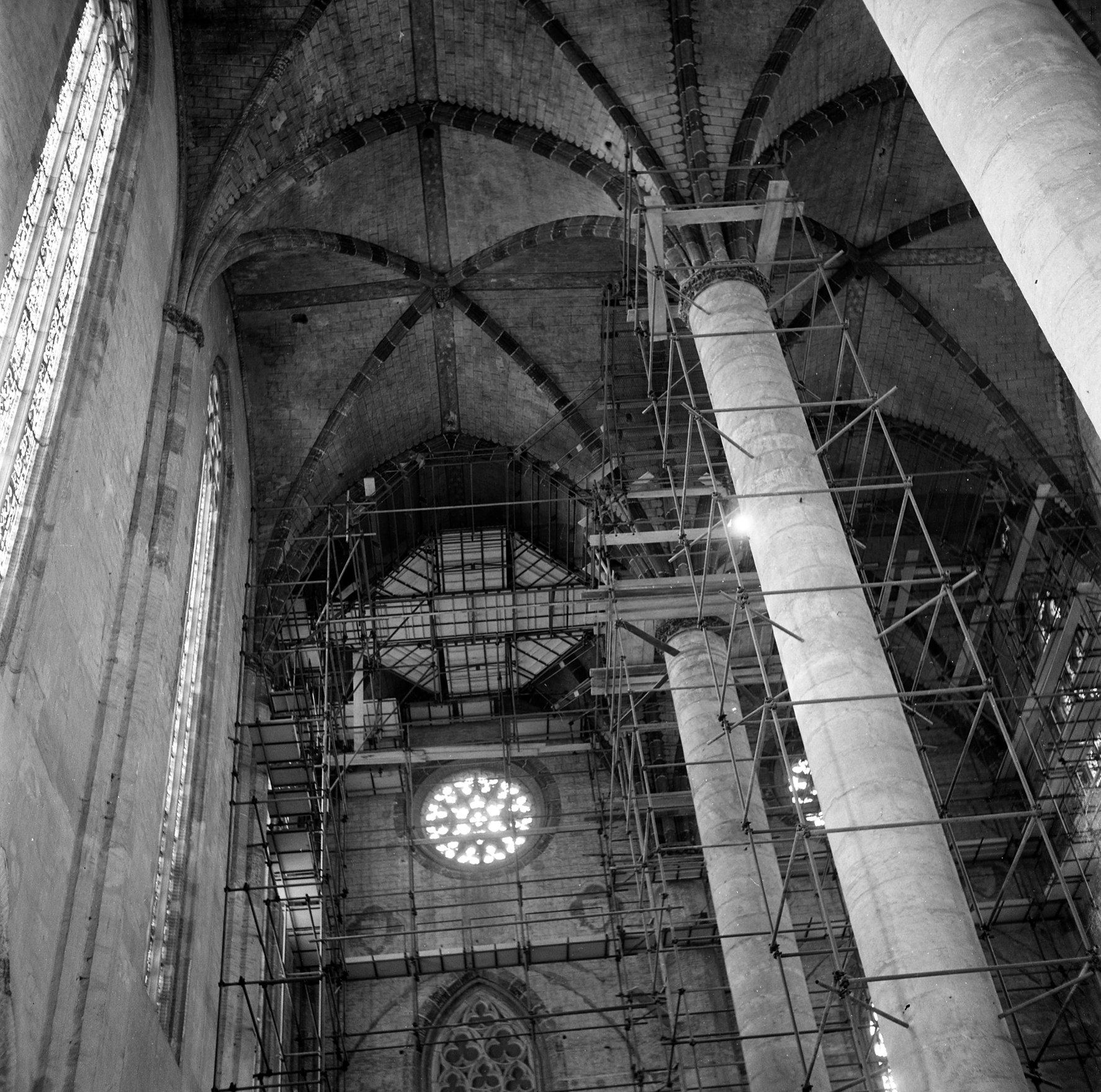
Restauració dels Jacobins el 1964.

El 1832, la família Cavailhé, representada per Marie Cavailhé, presidenta del cercle catòlic de Tolosa, va finançar les reformes del convent.
L'octubre de 1908, el refectori del convent va acollir el V congrés de la SFIO (Secció Francesa de la Internacional Obrera).
El conjunt dels jacobins es va beneficiar d'una restauració iniciada l'any 1920 i que es va estendre fins a principis del segle XXI. Mentre els edificis amenaçaven de caure en ruïna, el seu rescat deu molt a la dedicació de Maurice Prin, que va passar la major part de la seva vida, més de 60 anys4, al seguint la rehabilitació del convent. Inicialment un simple aficionat, va ser nomenat finalment conservador honorari del monument.
L'any 2016, amb motiu del 800 aniversari dels dominics, la capella de Sant Antoní del convent dels jacobins va acollir l'exposició “Trajectories dominicanes” per tal de retrobar-se amb les arrels medievals d'aquesta Orde nascuda a Tolosa de Llenguadoc el 1216.

## Descripció

### Aspectes generals
L'església era considerada l'església dominicana més bella de l'Europa cristiana. Té 80 metres de llarg i 20 d'amplada, el que crea un volum interior impressionant. La "palmera" és una obra mestra única al món que arriba als 28 metres d'alçada. Tanmateix, originàriament, l'edifici era sobri, en línia amb l'ideal de pobresa de l'orde mendicant dels Frares Predicadors; feia la meitat d'alçada i de llargada que l'església actual (s'allargarà a mitjans del segle xiii, i s'alçarà el cor a finals del mateix segle, gràcies a la solució tècnica que representa l'esmentada palmera). L'aixecament de la nau seguidament es va fer a mitjans del segle XIV.
L'exterior de l'edifici té un aspecte estricte i molt imponent. Els murs són alts i rectes amb potents arcs apuntats voladissos i amb laterals armats amb alts contraforts sortints. Només una porta i unes quantes gàrgoles guarneixen les façanes de l'edifici. A ponent, només un portal d'arc de mig punt del 1234 trenca l'aspecte monolític de la façana.
L'interior està pintat amb decoració policromada amb creus de Tolosa aquí i allà. Els vitralls inspirats en els rosetons occidentals del segle XIV van ser creats pel mestre vidrier Max Ingrand l'any 1955. La instal·lació lluminosa Mesure de la lumière de l'artista Sarkis Zabunyan, creada inicialment en el marc del Printemps de Septembre de 2018, s'hi manté de manera permanent.
L'església va ser consagrada diverses vegades, sobretot el 22 d'octubre de 1385 i amb el retorn de les relíquies de sant Tomàs d'Aquino.

### Nau

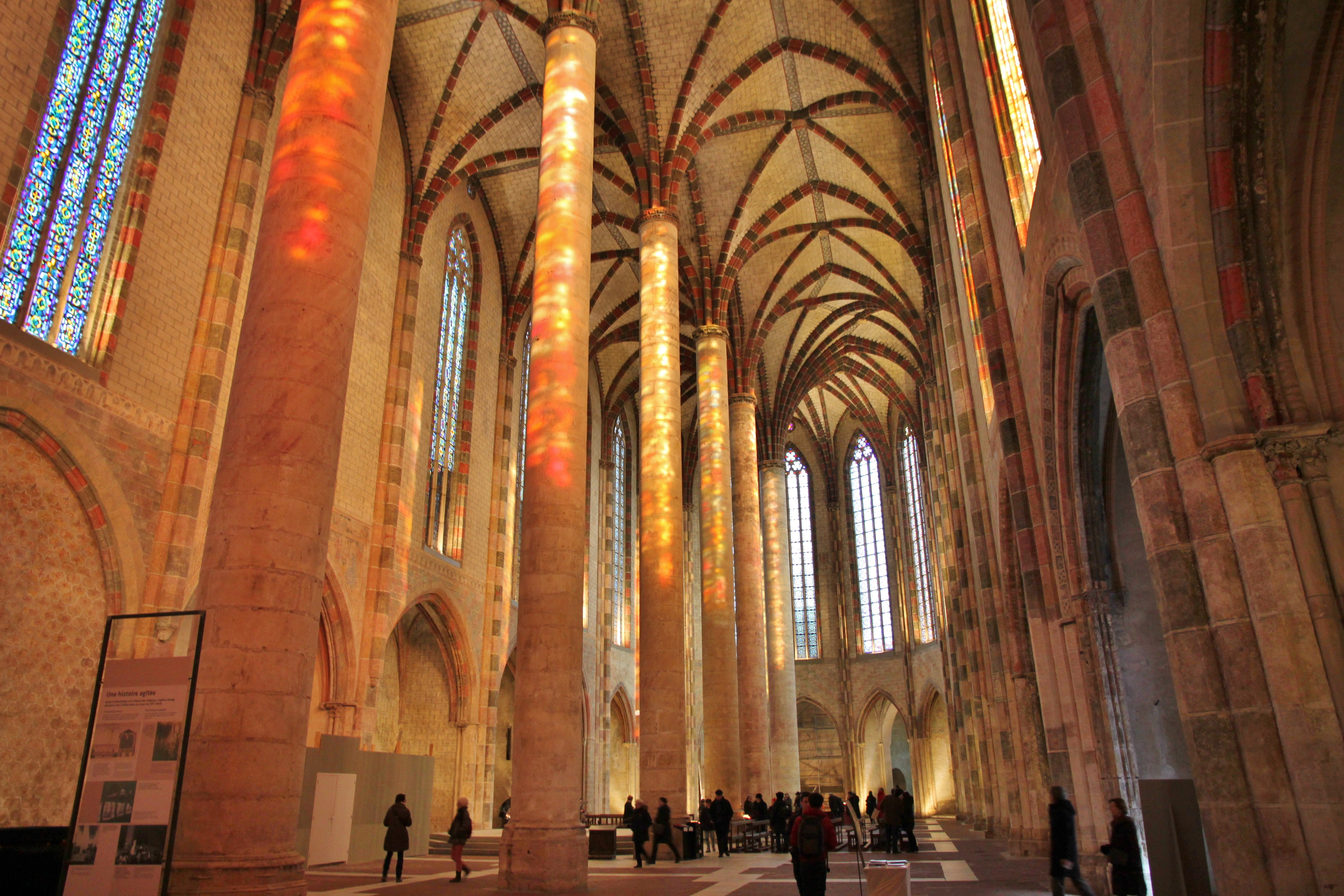
Nau.

La nau va servir de model en el desenvolupament de l'arquitectura gòtica llenguadociana en presentar un espai molt unificat. El traçat de doble nau, però, un costat per als frares i l'altre per a la congregació, va resultar incòmode i no va ser imitat, mentre que l'elecció de columnes per suportar la coberta de volta gòtica sí. Sis columnes de només 1,4 metres de diàmetre i una alçada de 22 suporten cada una vuit dels nervis del sostre de volta, i divideixen la nau en sis trams. Una setena columna, de 28 metres d'alçada, que segueix la mateixa línia, sosté els 22 nervis de la coberta de volta del cor, la famosa Palmera. Aquesta obra mestra es considera un precursor de les complexes estructures del gòtic posterior.

### Campanar

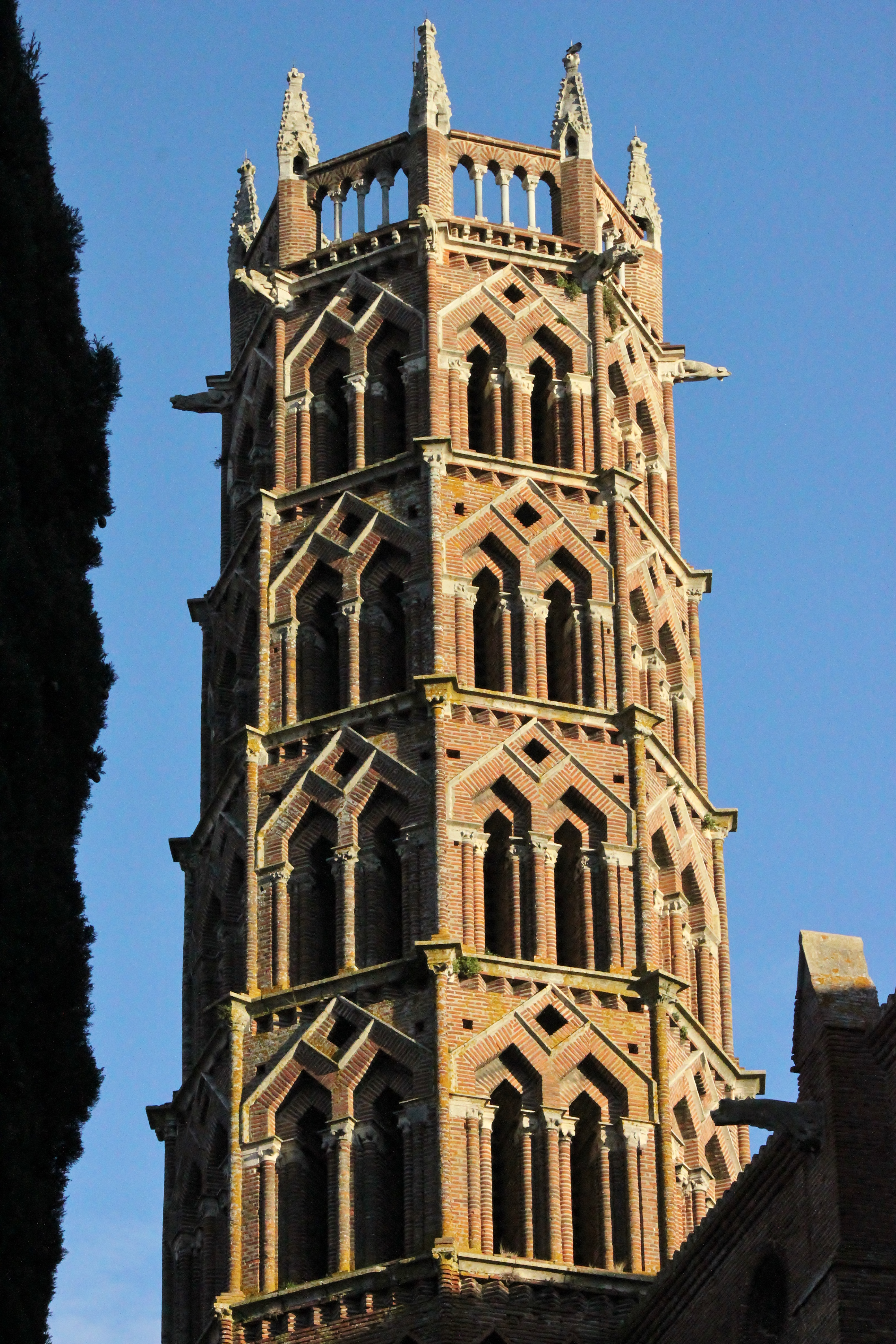
Campanar dels Jacobins.

El campanar descansa al costat nord de l'església i fa 45 metres d'alçada. Va ser construït entre 1275 i 1298 de manera semblant al de la propera basílica de Sant Serni. Es tracta d'un campanar octogonal de quatre pisos rebaixats travessats amb dos vans dobles coberts amb un arc anular. La seva agulla original va ser destruïda durant la Revolució.

### El claustre

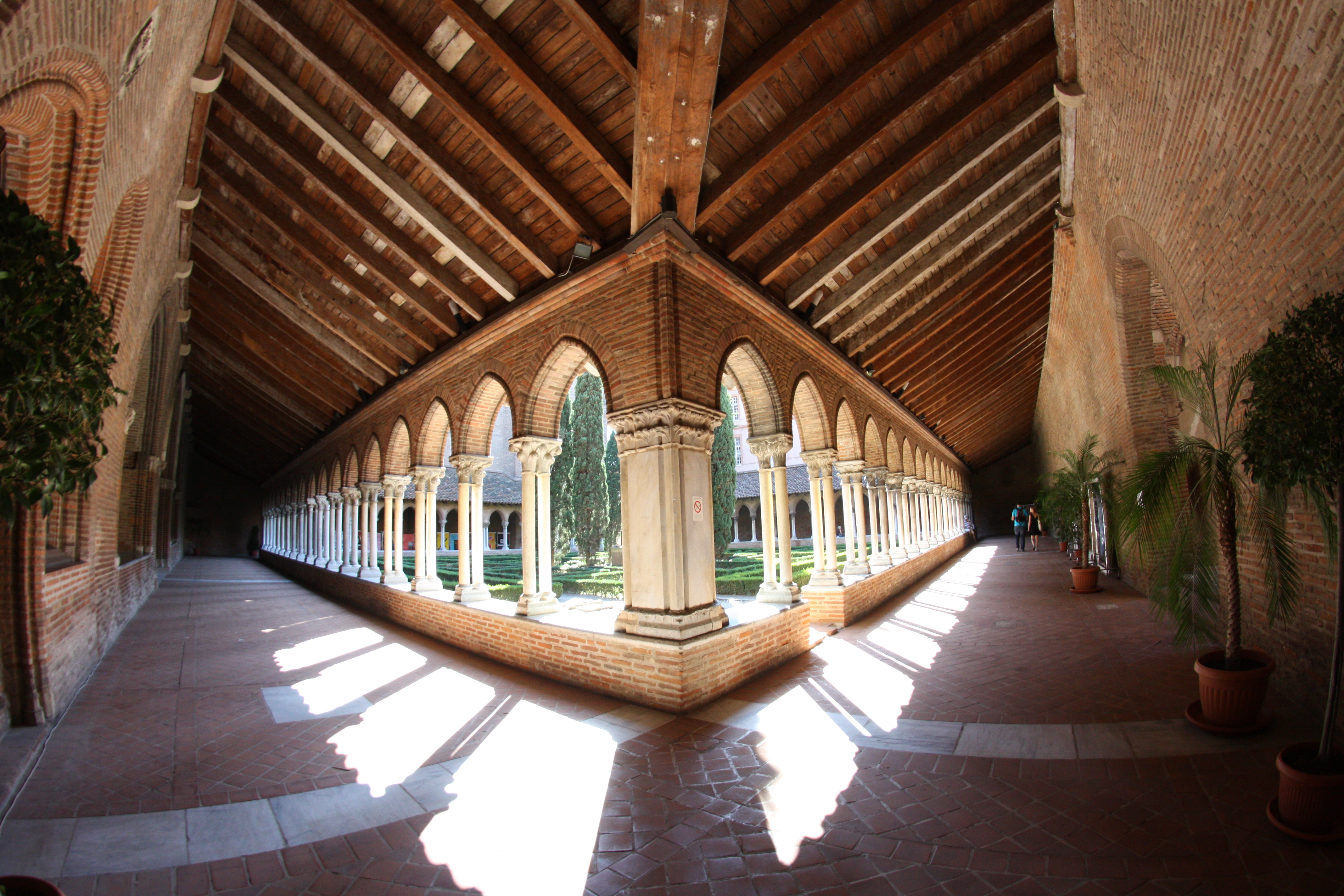
Galeries del clàustre.

El claustre està format per quatre galeries construïdes entre 1306 i 1309. Les columnates són de marbre gris de Sent Biat i els capitells estan decorats amb escultures vegetals. Suporten un sostre inclinat que es recolza sobre arcs de maó, ells mateixos recolzats sobre els capitells.

### Sala capitular

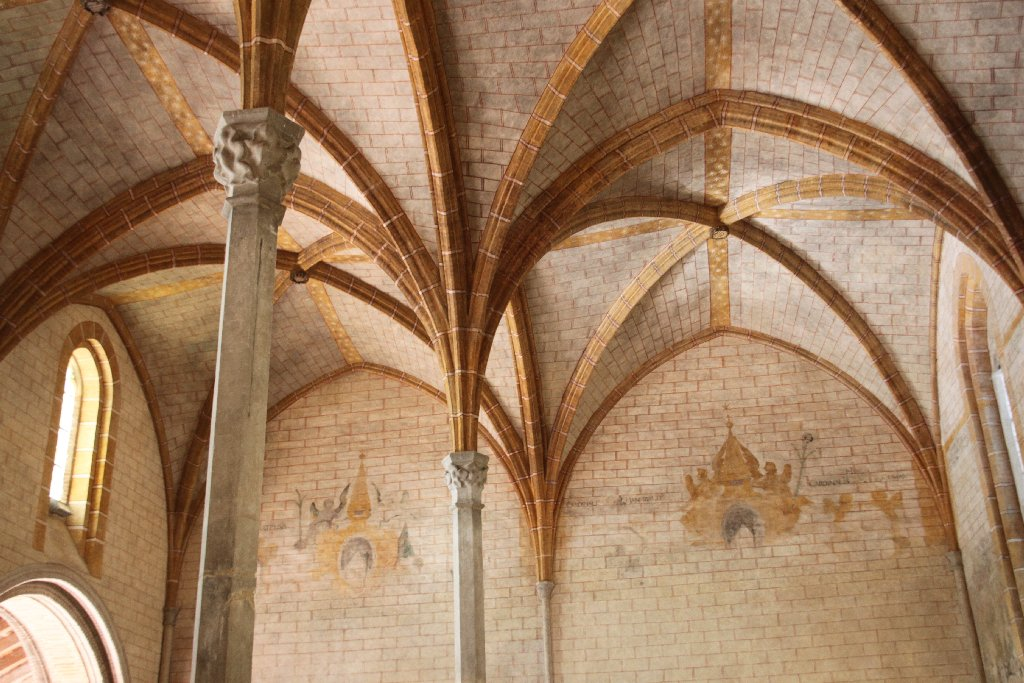
Sala capitular.

La sala capitular datada entre els anys 1299 i 1301 es troba a la galeria de ponent del claustre. És una gran sala la volta de la qual descansa sobre dues esveltes columnes prismàtiques de marbre.

### Refectori

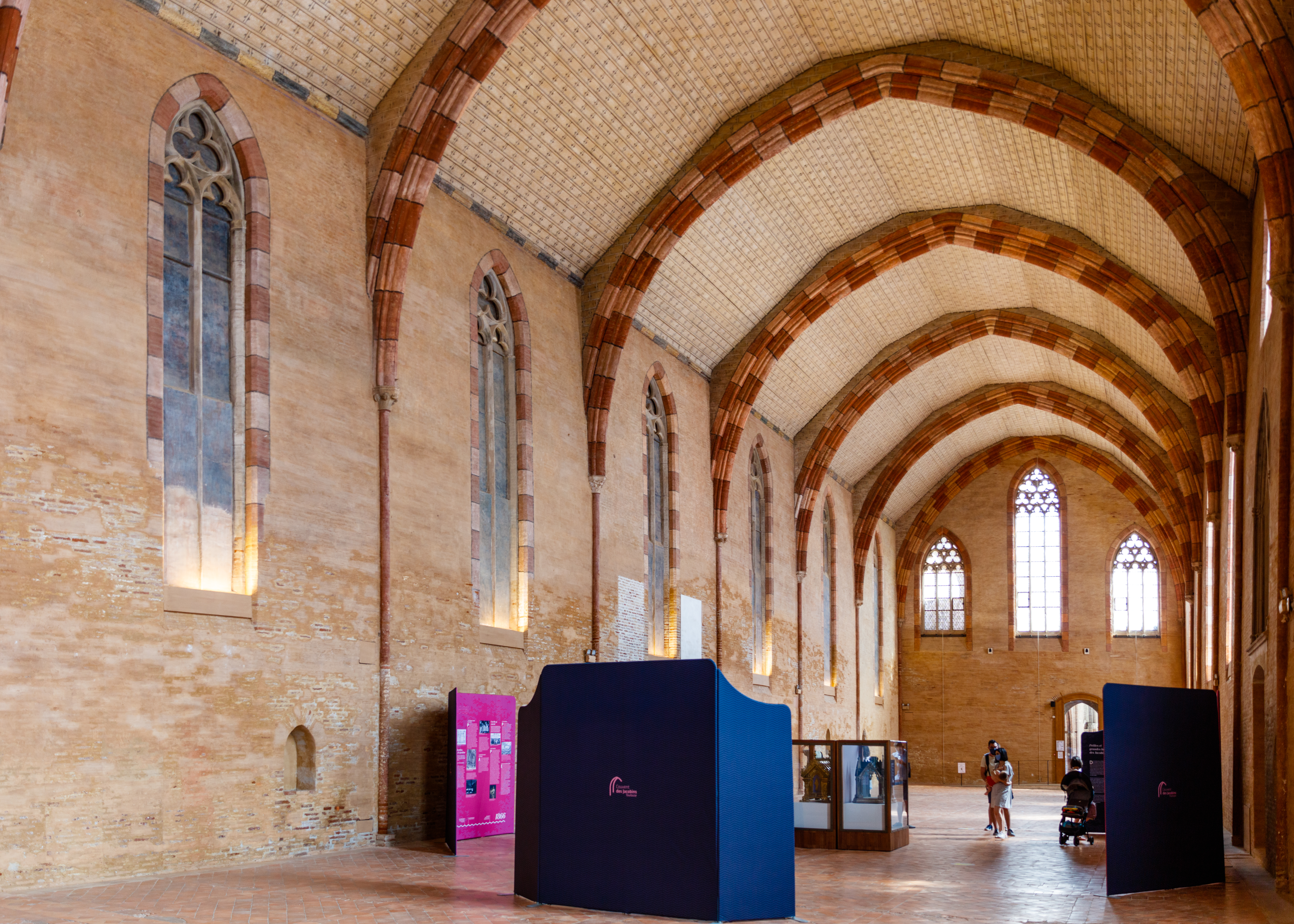
Refectori.

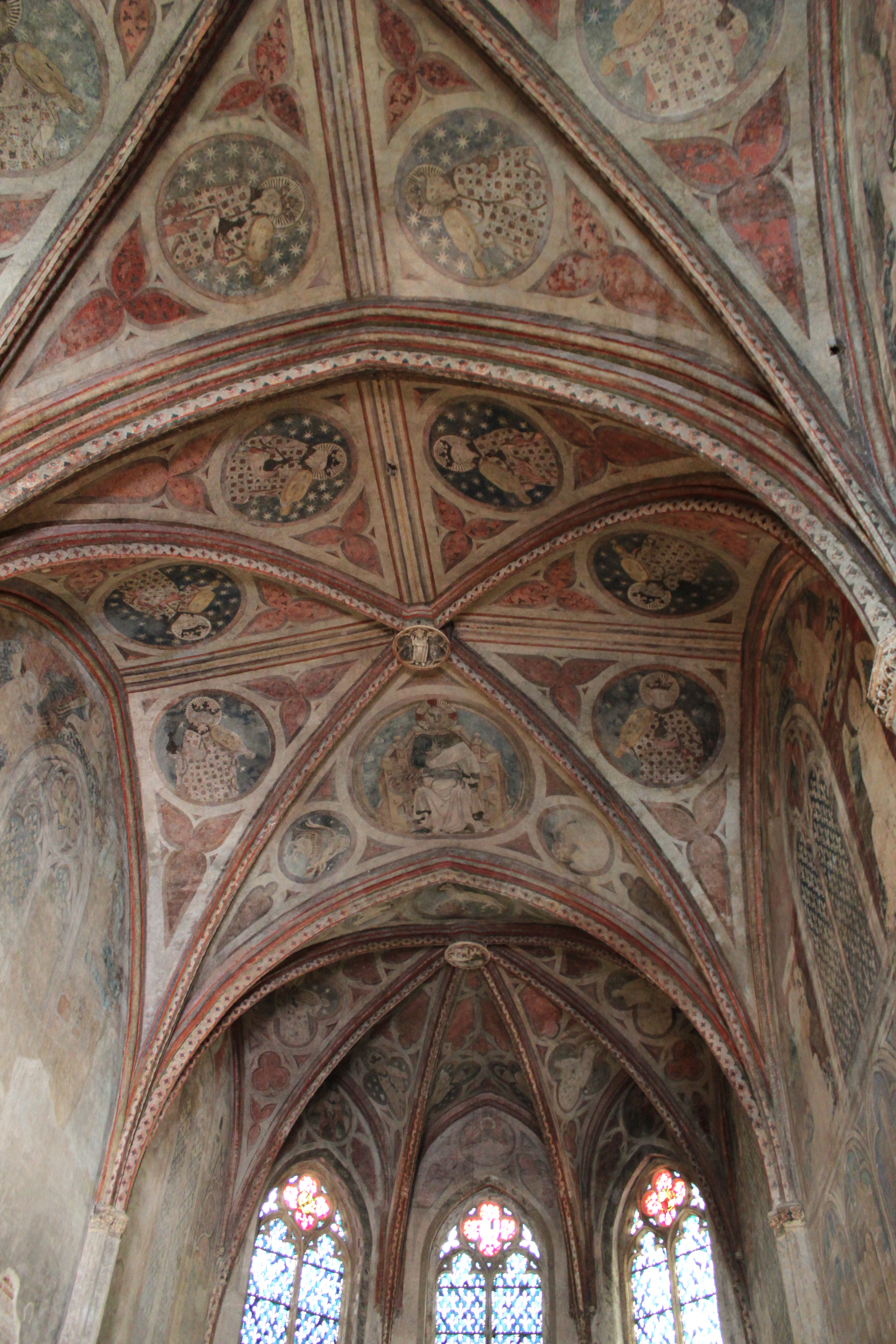
Sostre de la capella de Sant Anoní.

El refectori està situat a la prolongació de la galeria de llevant del claustre. És una gran sala amb arcs de diafragma que porten un bastiment revestit. Mesura 17 m d'alçada i és un dels més grans refectoris monàstics de l'època medieval. Actualment acull exposicions temporals.

### Capella de Sant Antoní
La capella de Sant Antoní es troba entre el refectori i la sala capitular. Va ser construïda i decorada entre 1335 i 1341 gràcies a Dominic Grima, frare predicador i bisbe de Pàmies. Aquest espai es va destinar a rebre les tombes dels canonges i les restes del seu fundador.
La seva decoració està pintada al tremp i representa la segona visió de l'Apocalipsi. Prop de les falses finestres amb flors de lis blanques sobre fons blau, hi ha àngels amb una sèrie d'instruments, entre els quals una viola, una cornamusa, una arpa, un orgue portàtil, un doble dron i un salteri. Les parets presenten també pintures de la vida de Sant Antoní, patró de la catedral de Pàmies.

## Relíquies de Sant Tomàs

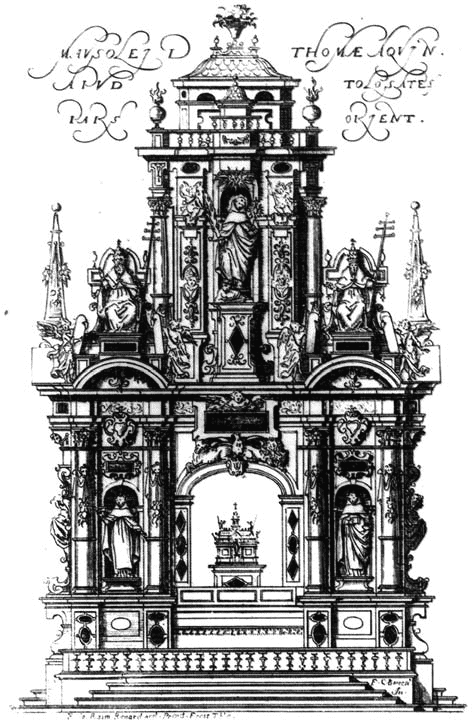
Gravat del mausoleu perdut de Sant Tomàs d'Aquino, avui perdut.

Tomàs d'Aquino, autor de la Summa Theologiae i canonitzat el 1323, era membre de l'orde dominic. El 1368 el papa Urbà V va decretar que les seves restes fossin traslladades d'Itàlia on va morir als Jacobins, l'església mare de l'orde. Quan van arribar l'any 1369, van ser col·locades en un reliquiari de pedra al costat de l'altar.
Durant la primera meitat del segle xvii, època marcada per la Contrareforma, es va construir el mausoleu de Sant Tomàs d'Aquino, un monument desmantellat durant la Revolució Francesa i del qual només en tenim gravats que ens el representen. Es tractava d'una construcció de pedra, realçada amb marbre policrom i fusta daurada, Estava decorat amb columnes, obeliscs i nombroses estàtues. Construït al lloc de l'antic sepulcre gòtic, estava sobre un podi rectangular de 4,86 x 9,72 metres, i tenia una alçada de 19,44 metres. Aquestes dimensions, pensades en progressió geomètrica, subratllaven l'alçat del mausoleu que ocupava un lloc important a l'església.
Després de ser traslladades a Sant Serni en el moment de la Revolució, les seves restes van retornar als Jacobins el 1974, amb la finalització dels treballs de restauració de l'església.

## Personalitats enterrades a l'església
- Guilhèm Arnau ((† 1242), inquisidor. Les seves restes són avui perdudes.[20]
- Sant Tomàs d'Aquino († 1274), teòleg i filòsof
- Guillem Pere Godin († 1336), cardenal
- Louis François de Monteynard († 1791), marquès, general i ministre de Lluís XV